# Miramella splendida
Miramella splendida är en insektsart som beskrevs av Tinkham 1936. Miramella splendida ingår i släktet Miramella och familjen gräshoppor. Inga underarter finns listade i Catalogue of Life.